# Spur in die Nacht
Spur in die Nacht ist ein deutscher Kriminalfilm der DEFA von Günter Reisch aus dem Jahr 1957.

## Handlung
Der Maurer Ulli hat von seiner Freundin Sabine einen Brief erhalten, in dem sie ihn bittet, so schnell wie möglich aus Berlin zu ihr zu kommen. Sabine arbeitet als HO-Verkäuferin in einem kleinen Dorf im Zittauer Gebirge nahe der Grenze zur Tschechoslowakei. Als Ulli jedoch am Bahnhof ankommt, wartet Sabine nicht auf ihn. Er begibt sich allein zum Gasthaus Fuchsbau. Sabines Freundin Traudel weiß jedoch nur, dass Sabine sich auf den Weg zum Bahnhof gemacht hat. Als sie bemerkt, dass Sabines Zimmer ausgeräumt ist, verständigt sie die Polizei. Die Polizisten finden in Sabines Raum nur einen Plan, der eine Reise nach Hamburg belegt. Für sie gilt Sabine nun als Republikflüchtling.
Traudel und Ulli können das nicht glauben, auch wenn Traudel weiß, dass Sabine in Hamburg ein uneheliches Kind zurücklassen musste. Ulli macht sich auf eigene Faust auf die Suche nach Sabine, zumal er in der Asche des Gasthauses ein Teil findet, das zu Sabines Koffer gehört. Jeder Gast im „Fuchsbau“ erscheint Ulli verdächtig, etwas mit dem Verschwinden von Sabine zu tun zu haben. Vor allem ein Mann in einer Lederjacke erregt Ullis Misstrauen, hat er sich doch im HO nach Sabine erkundigt. In der Asche des „Fuchsbau“ hat Ulli einen Schuhabdruck gefunden, dem er bis zu einer Waldhütte folgt. Unbeabsichtigt löst er einen Mechanismus aus, der die eigentlich verschlossene Tür der Hütte öffnet. Drin wartet bereits der zwielichtige Eschka auf Ulli, der ihn mit einer Pistole bedroht. Kurze Zeit später kommt Sabine an der Hütte an, die als Mittler zwischen Eschka, dem Kopf einer Agententruppe aus dem Westen, und den Mitspionen und Schiebern fungiert. Eschka eröffnet Ulli, dass Sabine ein uneheliches Kind in Hamburg habe – Sabine wiederum wird zur Zusammenarbeit mit Eschka gezwungen, weil der sonst das Kind nicht freigibt. Tatsächlich steht Sabine wegen ihrer ausweglosen Situation kurz vor dem Selbstmord. Als sich Grenzpolizisten der Hütte nähern, halten Ulli, Sabine und Eschka still. Ulli will Sabine nicht gefährden, macht sich damit jedoch selbst schuldig.
Die Agentenbande will sich über die Grenze absetzen. Ulli wird freigelassen und will von Sabine enttäuscht abreisen. Da ruft sie ihn im „Fuchsbau“ an, da man sie allein in einer Schule zurückgelassen hat, um den Mann mit der Lederjacke zu erwarten, der der Gruppe inzwischen gefälschte Pässe besorgt hat. Ulli will zu ihr gehen, wird jedoch von der Agentengruppe überwältigt und zurück in die Waldhütte gebracht. Dort stellt sich heraus, dass der Mann in der Lederjacke in Wirklichkeit ein Maulwurf vom Ministerium für Staatssicherheit ist und die Gruppe ausspionieren sollte. Längst sind die Grenzwachen dies- und jenseits der Grenze alarmiert. Als die Agenten über die Grenze fliehen wollen, werden sie verhaftet. Sabine, die nach Ulli sucht, verunglückt im Schnee, hat sich jedoch nur ein Bein gebrochen. Am Ende fahren Ulli und der Mann mit der Lederjacke gemeinsam gen Berlin. Ulli stellt fest, dass er bald wieder zurück an eine Grenze muss – er will nach Hamburg gehen. Bevor der SD-Mann sich von ihm abwenden kann, stellt Ulli klar, dass er dort nur Sabines Kind holen wird.

## Produktion
Spur in die Nacht war der erste Kriminalfilm, den Günter Reisch für die DEFA drehte. Zudem war es nach Junges Gemüse seine zweite Langfilm-Regiearbeit. Der unter dem Arbeitstitel Schmugglerkönig gedrehte Film erlebte am 25. Oktober 1957 im Berliner Kino Babylon seine Premiere. Am 14. Februar 1958 lief er erstmals auf DFF 1 im Fernsehen.
Hauptdarsteller Ulrich Thein singt und spielt im Film das von ihm komponierte Lied Fuchsbau-Boogie, das auch vom Quartett Ernst Kunert begleitet wird.

## Kritik
Die zeitgenössische Kritik nannte den Film oberflächlich, bewertete ihn jedoch positiv: „Große Ambitionen hat dieser Film nicht, die Sache geht nicht sehr tief, aber was gezeigt wird, ist echt und wahr.“ Die Kinozuschauer „brauchen solche Filme, die anspruchslos das Bedürfnis nach Spannung und echter Sensation befriedigen“, stellte Karl-Eduard von Schnitzler fest, während andere Kritiker die ermüdend wirkende Gleichförmigkeit der Szenendarstellung kritisierten.
Für das Lexikon des internationalen Films war Spur in die Nacht ein „[u]nlogisch aufgebauter und spannungsloser Kriminalfilm, der die Zuschauer vor eigenmächtigen Aktionen warnt und zur Zusammenarbeit mit den staatlichen Organen ‚auffordert‘.“